# Krępa (dopływ Krępieli)
Krępa – struga, lewy dopływ Krępieli o długości 27,14 km. 
Struga płynie w województwie zachodniopomorskim, wypływa z Jeziora Okuniego. Na wschód od wsi Wiechowo tworzy niewielkie Jezioro Wiechowskie natomiast pomiędzy Marianowem a Wiechowem – Jezioro Marianowskie.
Nazwę Krępa wprowadzono urzędowo w 1949 roku, zastępując poprzednie trzy niemieckie nazwy Nonnen-Bach, Seebruch-Bach i Spring-Bach.